# غيودا (سايتاما)
مدينة غيودا (بالإنجليزية: Gyōda)‏ هي أحد المدن التابعة لمحافظة سايتاما. تأسست رسميًا في 03/05/1949. ويقدر عدد سكانها بـ 87462 نسمة حسب تقدير مكتب الإحصاء الياباني لعام 2012. تبلغ مساحة غيودا 67.37 كم2. بكثافة سكانية تبلغ 1298 نسمة/كم2.